# Předpažování
Předpažování je cvik pro flexi ramenou, tj. pro  přední deltový sval, serratus anterior a  dvojhlavý pažní sval a klavikulární část pectoralis major. Předpažování je izolovaný cvik, proto se užívá relativně malá zátěž.

## Provedení
1. Vybrat si lehké činky, aby šel cvik provést bez pohybování trupu předklonem/záklonem a bez trhavých pohybů. U pokročilejších cvičenců lze použít i velkou činku.
2. Jednoruční činky se uchopí do rukou, nohy od sebe asi na šířku ramen, trup vzpřímený, břicho a spodní záda zpevněné, hlava vzpřímená, pohled směřuje dopředu.
3. Činky ve spodní výchozí poloze jsou drženy před tělem tak, aby se nedotýkaly stehen a dlaně směřují k tělu. Ruce ústálit a nerotovat.
4. Provedem plynule (nikoliv hodem) přepažení do výše ramen nebo trochu výš.
5. Ve vrchní pozici krátce vydržet a poté plynule a pomalu pokračovat do spodní polohy. Paže tále natažené, jen mírné pokrčení v loketním kloubu . Ve spodní pozici nádech a výdech, zpevnění trupu.

## Galerie

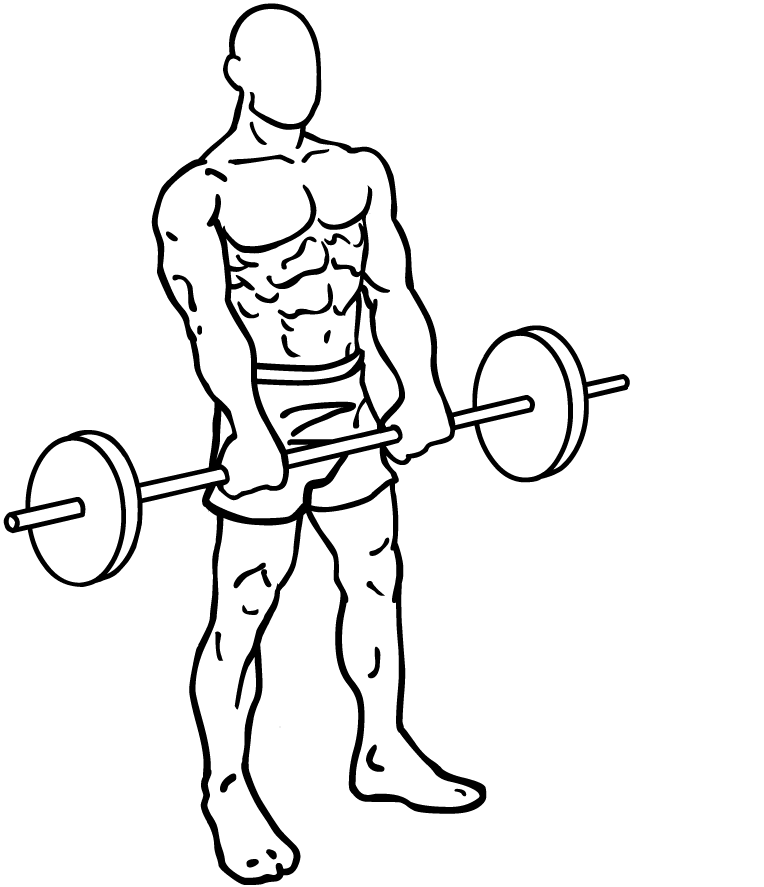
Činka na počátku cviku
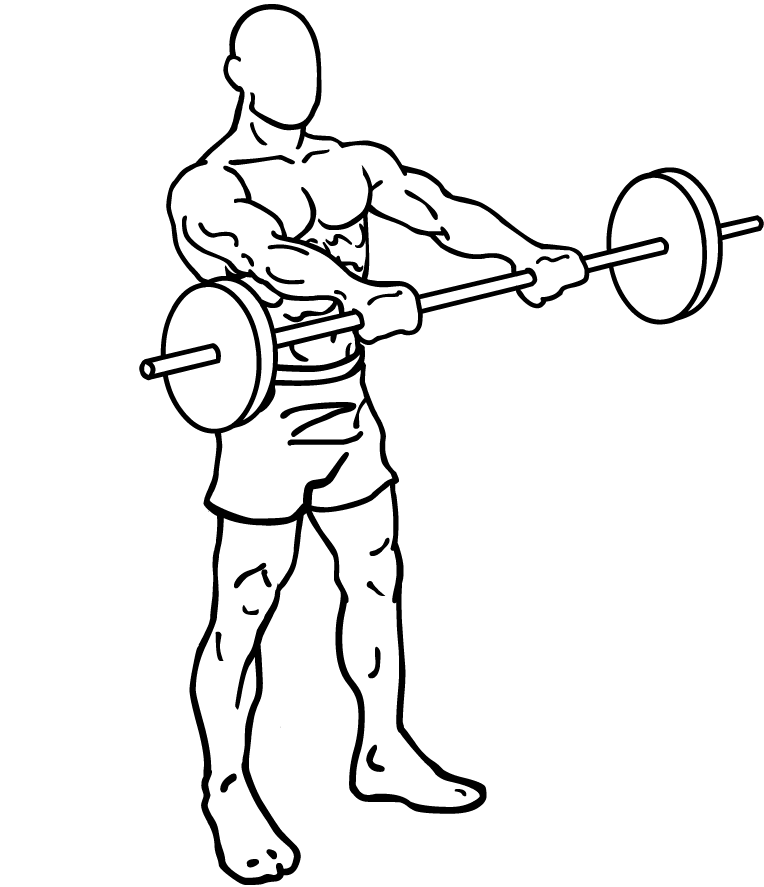
Činku se zvedá
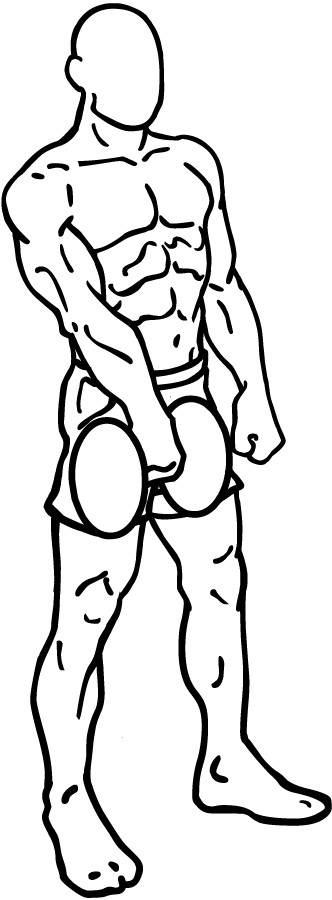
Činka na počátku cviku
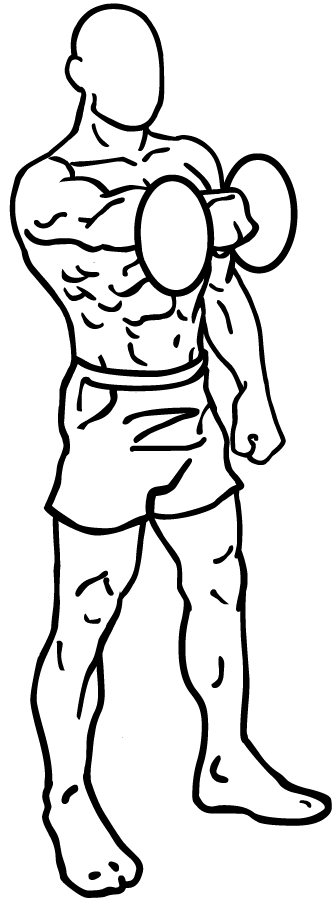
Konec cviku
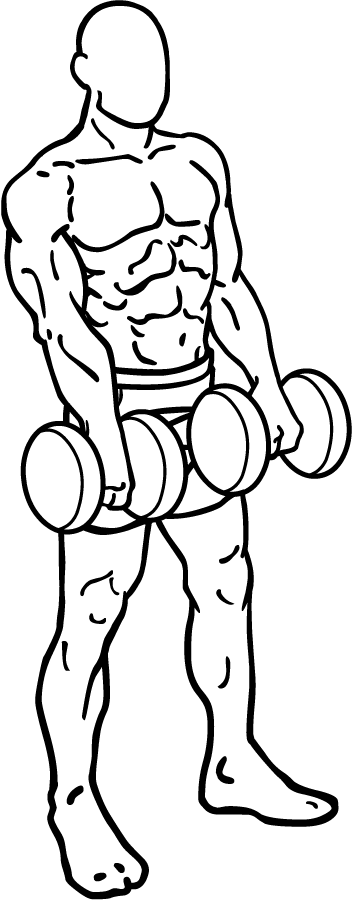
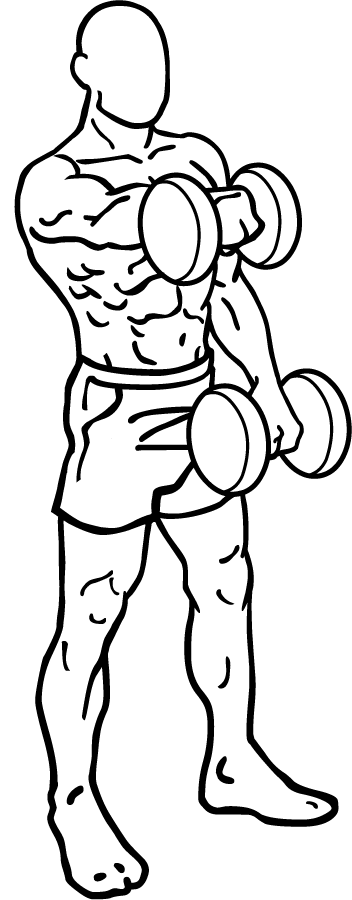